# José María Ovies
José María Ovies Morán (Oviedo, Asturias, 20 de octubre de 1904-Barcelona, 5 de marzo de 1965) fue un actor de cine y actor de doblaje, conocido principalmente por ser la voz en español de Groucho Marx en el filme Una noche en la ópera (entre otras) o la del Cristo en Marcelino pan y vino (entre otras). También prestó su voz a actores como Spencer Tracy, James Mason, y Walter Pidgeon. Fue director de los estudios MGM de Barcelona (con más de cien doblajes dirigidos en su haber).
Actuó en el cine en diversas ocasiones. Debutó en la gran pantalla en 1942 con el filme La condesa María , de Gonzalo Delgrás. Su papel de mayor envergadura lo tuvo en la película de Mario Camus Los farsantes, donde encarnaba a D. Francisco "Pancho", director de una compañía de actores.
Casado con la actriz teatral Pilar Tallón, falleció el 5 de marzo de 1965 como consecuencia de un ataque al corazón. Tenía 60 años.